# Thierry Dubois

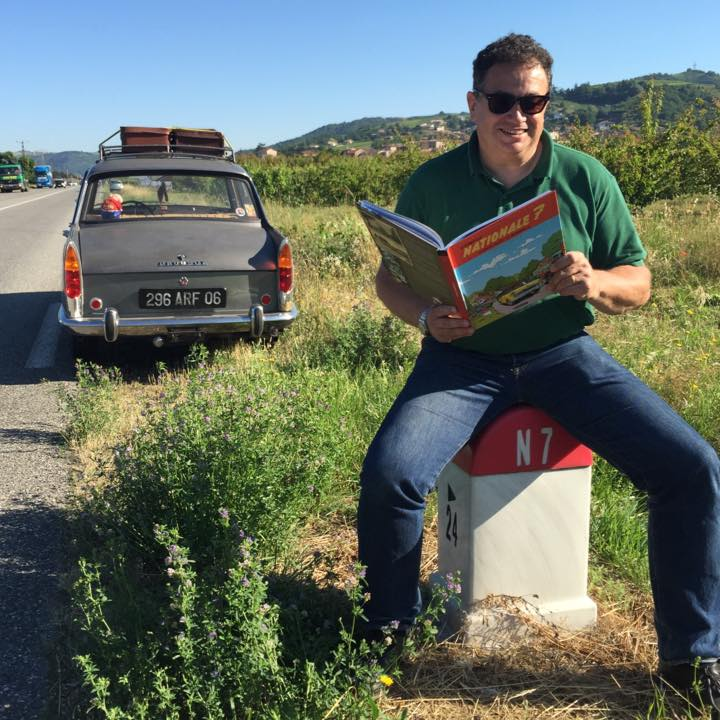
Thierry Dubois auf der Route nationale 7, welche in vielen seiner Geschichten zu sehen ist.

Thierry Dubois (* 29. Mai 1963 in Saint-Maur-des-Fossés) ist ein französischer Comiczeichner und Illustrator.

## Leben
Dubois Zeichenstil ist von der Ligne claire Hergés inspiriert. Bevorzugt zeichnet er Autos und die Straßenatmosphäre und beschäftigt sich vor allem mit der Route nationale 7. Seine Geschichten spielen hauptsächlich in den 1950/60er Jahren.
Außerdem arbeitet er als Illustrator für die Presse und Bücher.
Eines seiner Alben beschreibt die Geschichte des Transportunternehmens Geodis Calberson (1904–2004).

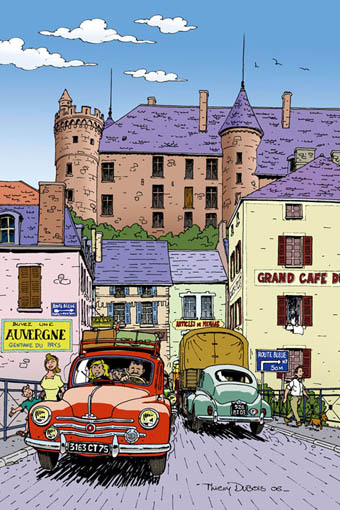
Zeichnung Dubois der RN7 in Lapalisse

Zurzeit arbeitet er an einer Serie über die Geschichte der RN7 mit dem Titel La Route Bleue - Les Plus Belles Étapes de la RN7.
Als Autor arbeitet er mit dem belgischen Comiczeichner Jean-Luc Delvaux an der Serie Die Abenteuer von Jacques Gibrat, die in Deutschland bei Salleck Publications veröffentlicht wird.

## Werke
- La Route Paris Côte d'Azur - Petite histoire des Nationales 5, 6 et 7 (Éditions Drivers, 2003)
- 100 ans de Calberson 1904 - 2004 (Société Calberson, 2004)
- Rochepot - la vieille Route (mit Sylvain Cantalès, Éditions Drivers, 2005)
- Sur les traces de François Lecot - 400 000 km en Traction (Éditions Drivers, 2006)
- La Route Bleue - Les Plus belles étapes de la RN7 (Editions Altaya: Serie in 80 Teilen, Teil 1 veröffentlicht im Januar 2008)
- C'était la Nationale 7 (Éditions Drivers, 2010)
- La Nationale 7 en Autorama (Éditions Paquet, 2014)

- Die Abenteuer von Jacques Gibrat (Les aventures de Jacques Gipar, mit Jean-Luc Delvaux):

Alle Bände sind bei Éditions Paquet erstveröffentlicht worden und bei Salleck Publications auf Deutsch erschienen.
- - 2011: Die Bande der Weindiebe (Le Gang des Pinardiers, 2010)
  - 2012: Die Rückkehr der Kapuzinerbande (Le Retour des Capucins, 2011)
  - 2013: Ein 2CV für Luciano (mehrere Kurzgeschichten, Une 2CV pour Luciano, 2012)
  - 2014: Die Frau des Notars (La Femme du notaire, 2013)
  - 2016: Schmuggel auf dem Mittelmeer (Trafic sur la Grande Bleue, 2014)
  - 2016: Die Tankstelle von Clair de Lune (La Station du Clair de Lune, 2015)
  - 2020: Der Große Gaby (Gaby le Magnifique, 2018)
  - 2022: Das Echo der Taiga (L'Écho de la taïga, 2020)